# Сидор Іван Андрійович
Іван Андрійович Сидор (нар. 19 січня 1989, Сокаль, Україна) — український церковний і громадський діяч, богослов, педагог, кандидат наук з богослів'я, викладач Київської православної богословської академії; штатний священник у трапезному храмі Софії Київської (Мала, Тепла Софія); секретар-референт Київської митрополії Української православної церкви (ПЦУ), заступник Голови Синодального видавничо-просвітницького управління ПЦУ; головний редактор журналу «Помісна Церква» (з 2019). Учасник Об'єднавчого Собору (2018, м. Київ). Дзвонар Майдану (2013). Орден «За заслуги» III ступеня.

## Життєпис
Іван Сидор народився 19 січня 1989 року в місті Сокаль Львівської області, нині Україна.
Навчався в Горохівській середній загальноосвітній школі-гімназії (2006), Горохівській музичній школі по класу акордеон (2004). За період навчання у музичній школі співав у гурті-студії «Кобзарик», «Щедрик». Щорічно брав участь у конкурсі дзвонарного мистецтва у м. Луцьку, які проходили у замку Любарта.
Закінчив Київську православну богословську академію (диплом бакалавра (2010) та магістра (2011) богослів'я), аспірантуру КПБА, захистивши кандидатську дисертацію (2014); Київському національному університеті ім. Тараса Шевченка (диплом бакалавра історії (2013), спеціаліста (2014)).
З 16 вересня 2019 року головний редактор журналу «Український церковний вісник Помісна Церква».

### Служіння
Змалку прислуговував у храмі. Спершу у Свято-Троїцькому храмі Олександрійського подвір'я м. Одеси (нині Свято-Троїцький грецький собор), а також прислужник Свято-Вознесенського храму м. Горохова Волинської області (1994—2006).
З вересня 2006 року з благословення Високопреосвященнійшого архієпископа Переяслав-Хмельницького Димитрія, ректора Київської православної богословської академії (нині — митрополит Львівський і Сокальський), до грудня 2013 року ніс послух хориста в кліросному хорі Свято-Михайлівського Золотоверхого собору.
З благословення намісника Свято-Михайлівського Золотоверхого монастиря Преосвященного єпископа Агапіта ніс послух дзвонаря Михайлівського собору.
3 жовтня 2012 по 14 вересня 2017 року з благословення Високопреосвященнійшого архієпископа Агапіта ніс послух редактора офіційного сайту Києво-Михайлівського Золотоверхого монастиря.
З жовтня 2013 по 15 грудня 2018 року з благословення Високопреосвященнійшого митрополита Переяслав-Хмельницького і Білоцерківського Епіфанія обіймав посаду секретаря-референта Київського єпархіального управління.
29 грудня 2013 року у Свято-Володимирському патріаршому кафедральному соборі Святішим Патріархом Київським і всієї Руси-України Філаретом був рукоположений в сан диякона.
29 грудня 2013 по 19 березня 2014 року проходив дияконську практику служіння у Свято-Володимирському соборі м. Києва.
15 січня 2014 по 15 грудня 2018 року з благословення Високопреосвященнійшого митрополита Переяслав-Хмельницького і Білоцерківського Епіфанія — голова Переяслав-Хмельницького єпархіального Інформаційно-просвітницького відділу, редактор сайту Київської єпархії «Київські єпархіальні відомості».
20 березня 2014 року Указом Святійшого Патріарха Київського і всієї Руси-України Філарета призначений дияконом Свято-Михайлівського Золотоверхого собору.
15 травня 2014 року після успішного захисту кандидатської дисертації на кафедрі церковної історії Київської православної богословської академії з темою: «Проголошення Московського Патріархату в 1589 році: причини і наслідки» Вченою радою КПБА присвоєно вчений ступінь кандидата наук з богослов'я.
11 червня 2014 року після успішного складання державного іспиту та захисту дипломної роботи на кафедрі історії Росії Київського національного університету імені Тараса Шевченка з темою:« Православна Церква в Московській державі XV—XVI століть: шлях від митрополії до патріархату» Державною екзаменаційною комісією присвоєно кваліфікацію спеціаліста історії.
29 серпня 2014 року Указом Святійшого Патріарха Київського і всієї Руси-України Філарета призначений викладачем Київської православної богословської академії.
29 серпня 2014 по 1 березня 2019 року виконував обов'язки інспектора Київської православної богословської академії.
6 жовтня 2014 року з благословення митрополита Переяслав-Хмельницького і Білоцерківського Епіфанія призначений контактною особою від Переяслав-Хмельницької єпархії з питань соціального служіння і благодійності.
9 березня 2016 року Указом Святійшого Патріарха Київського і всієї Руси-України Філарета призначений штатним дияконом храму на честь Святого благовірного князя Ярослава Мудрого (Мала, Тепла Софія).
27 березня 2016 року, у Другу неділю Великого Посту, у Свято-Володимирському соборі м. Києва Святійшим Патріархом Київським і всієї Руси-України Філаретом був рукоположений у сан священника.
31 березня 2016 року Указом Святійшого Патріарха Київського і всієї Руси-України Філарета призначений штатним священником храму на честь Святого благовірного князя Ярослава Мудрого (Мала, Тепла Софія).
12 квітня 2017 року, у Велику середу, Святійшим Патріархом Київським і всієї Руси-України Філаретом нагороджений правом носіння камилавки.
8 січня 2018 року, у другий день Різдва Христового та Собору Пресвятої Богородиці, за Божественною Літургією у Свято-Михайлівському Золотоверхому соборі Святійшим Патріархом Київським і всієї Руси-України Філаретом нагороджений наперсним хрестом.
15 грудня 2018 року був делегатом на Об'єдновчому Соборі, який проходив у соборі святої Софії Київської.
5–6 січня 2019 року — учасник офіційної делегації, яка відвідувала Стамбул для отримання Томосу про автокефалію Української Православної Церкви (ПЦУ) з рук Вселенського Патріарха Варфоломія (у Свято-Георгіївському соборі на Фанарі, Константинополь).
16 вересня 2019 року з благословення Блаженнійшого Митрополита Київського і всієї України Епіфанія призначений Головним редактором журналу «Помісна Церква» — офіційного видання Київської Митрополії Православної Церкви України.
18–25 жовтня 2019 року брав участь в офіційному візиті делегації Православної церкви України на чолі з Блаженнійшим Митрополитом Київським і всієї України Епіфанія до США.
29 жовтня 2019 року рішенням Священного синоду (Журнал № 47) призначений виконуючим обов’язки голови Синодального видавничо-просвітницького управління Православної Церкви України.
4 лютого 2024 року за Божественною Літургією у Свято-Михайлівському Золотоверхому соборі Митрополитом Київським і всієї України Епіфанієм нагороджений правом носіння хреста з прикрасами.

### Громадська позиція
У ніч на 11 грудня 2013 року він, тоді ще аспірант Київської православної богословської академії, будив Київ дзвонами Михайлівського монастиря, вперше після татаро-монгольської навали у 1240 році, щоб зупинити чергову спробу розгону Майдану,

## Доробок

### Публікації
- Сидор І. Історико-ідеологічні основи теорії «Третього Риму» // Труди Київської духовної академії: богословсько-історичний збірник Київської православної богословської академії Української Православної Церкви Київського Патріархату. — К. : [видання Української Православної Церкви Київського Патріархату], 2012. — # 9. — С. 349 — 358.
- Сидор І. До історії виникнення друкованого органу КДА: Трудів КДА (1860 — 1943). — К.: Труди КДА, 2012. — №10. — С. 160 — 163.
- Сидор І. Життя та Подвиг прот. Володимира Мисечка — волинського новомученика 20 ст.. — К.: Православ’я в Україні, 2012. — С. 448 — 462.
- Сидор І. Замучений правди ради митрополит Арсеній (Мацієвич). — Голос Православ’я. — К., 2012. — № 5.
- Сидор І. Митрополит Іларіон (Огієнко) про походження термінів «Русь», «Росія», «Великоросія», «Малоросія» // Українознавчий альманах. — К., 2012. — № 10. — С. 36 — 41.
- Сидор І. Історичне значення теорії «Москва — третій Рим» // Збірник матеріалів VI міжнародної конференції: «Християнська сакральна традиція: Віра. Духовність. Мистецтво». — Львів, 2013. — С. 148 — 156.
- Сидор І. Перша подорож до Московської держави Предстоятеля Східного православ’я і виникнення ідеї утворення Патріаршого престолу в Москві // Православ’я в Україні: збірник матеріалів III Всеукраїнської наукової конференції / [під ред. митроп. Переяслав-Хмельницького і Білоцерківського Епіфанія (Думенка) та прот. Віталія Клоса]. — К. : [Київська православна богословська академія], 2013. — Ч. 2. — С. 503 — 517.
- Сидор І. Як Вишгородська ікона Божої Матері стала Володимирською? Про підміну понять та історії // Труди Київської духовної академії: богословсько-історичний збірник Київської православної богословської академії Української Православної Церкви Київського Патріархату. — К. : [видання Української Православної Церкви Київського Патріархату], 2013. — № 12. — С.303 — 308.
- Сидор І., диякон Взаємини Московської митрополії зі Східними патріархатами у другій половині XV — початку XVI століття // Історія релігій в Україні: науковий щорічник. Праці XXIV міжнародної наукової конференції. — Львів : Логос, 2014.
- Сидор І., диякон Особливості чину інтронізації патріарха у Візантійській імперії та Московській державі / І. Сидор // Труди Київської Духовної Академії. — 2014. — № 14. — С. 304 — 324.
- Сидор І., диякон Вплив теорії «Москва — Третій Рим» на політичне і церковне життя Росії в умовах російсько-українського конфлікту (2014 — 2015 рр.) // Православ’я в Україні: Збірник матеріалів V Міжнародної наукової конференції / [під ред. митроп. Переяслав-Хмельницького і Білоцерківського Епіфанія (Думенка) та прот. Віталія Клоса]. — К. : [Київська православна богословська академія], 2015. — Ч. 1. — С. 190 — 206.
- Сидор І., диякон Причини і наслідки подорожей духовенства Східного Православ’я до Московської держави у XVI столітті // Труди Київської Духовної Академії. — 2015. — № 15. — С. 371 — 386.
- Сидор І., диякон Причини та витоки постання Московського Патріархату 1589 року (спроба історико-богословського аналізу). — Монографія. – К. : Видавничий відділ УПЦ Київського Патріархату, 2015. — 416 с. — іл.
- Сидор І., свящ. Вплив матеріального чинника на визнання Московського Патріархату Східними патріархами // Труди Київської Духовної Академії. — 2016. — № 16. — С. 287 — 301.
- Сидор І., свящ. Титулування Московських ієрархів у перший період їх патріаршества // Православ’я в Україні: Збірник матеріалів VI Міжнародної наукової конференції / [під ред. митр. Переяслав-Хмельницького і Білоцерківського Епіфанія (Думенка) та прот. Віталія (Клоса)]. — К. : [Київська православна богословська академія], 2016. — С. 150 — 156.
- Сидор І., свящ. Державно-церковні відносини після утворення Московського Патріархату 1589. // Труди Київської Духовної Академії : богословсько-історичний збірник Київської православної богословської академії Української Православної Церкви Київського Патріархату / ред. кол.: митр. Переяслав-Хмельницький і Білоцерківський Епіфаній (Думенко) (гол. ред.) [та ін.]. — [К.], 2017. — № 17 (189). — С. 302 — 312.
- Сидор І., свящ. Архієпископ Київський і Галицький Варлаам Ванатович: шлях до архієрейства з віддзеркаленням церковних реформ царя Петра I. — Труди Київської Духовної Академії : науковий збірник Київської православної богословської академії / ред. кол.: митр. Переяслав-Хмельницький і Білоцерківський Епіфаній (Думенко) (гол. ред.) [та ін.]. — [К.], 2018. — № 18 (190). — С. 290 — 300.
- Сидор І., свящ. 332 роки боротьби за церковну автокефалію в Україні // Православ’я в Україні: Збірник матеріалів VI Міжнародної наукової конференції / Під ред. д. богосл. н., проф., митрополита Переяслав-Хмельницького і Білоцерківського Епіфанія (Думенка), д. іст. н. Г. В. Папакіна, Н. М. Куковальської та ін. — К. : [Київська православна богословська академія], 2018. — С. 626 — 633.

## Цитати
|                       | У ніч на 11 грудня, коли почався штурм Майдану, я спав — у нас о 23-й годині відбій. Але вже о першій ночі почали дзвонити люди. Всього за одну годину я отримав 70 дзвінків та повідомлень із різних країн — мій номер є на сайті монастиря. Переважно телефонували жінки — вони плакали і просили, щоб Михайлівський монастир почав бити у дзвони, бо на Майдан напав «Беркут», і можуть повторитися трагічні події, як у ніч на 30 листопада. Я подзвонив до намісника монастиря єпископа Агапіта, взяв благословення і разом з товаришем по кімнаті побіг на дзвіницю. Почав дзвонити. Потім підтягнулися інші студенти, які допомагали нам у цьому |
| — о. Іван Сидор, День | |

|                                 | Переконаний, що і дзвони Михайлівського монастиря і не проста участь кожного українця в революції Гідності і мученицька смерть наших Героїв — все це не було марним |
| — о. Іван Сидор, Україна молода | |

|                                 | Для мене, як священника, впродовж всього мого життя здавалося фантастикою і містикою, що українські православні Церкви об’єднаються та ще й отримають Томос про автокефалію від Вселенського Патріарха. Це звершилося! Завдяки нашій єдності і однодумності |
| — о. Іван Сидор, Україна молода | |